# スピンドルトップ

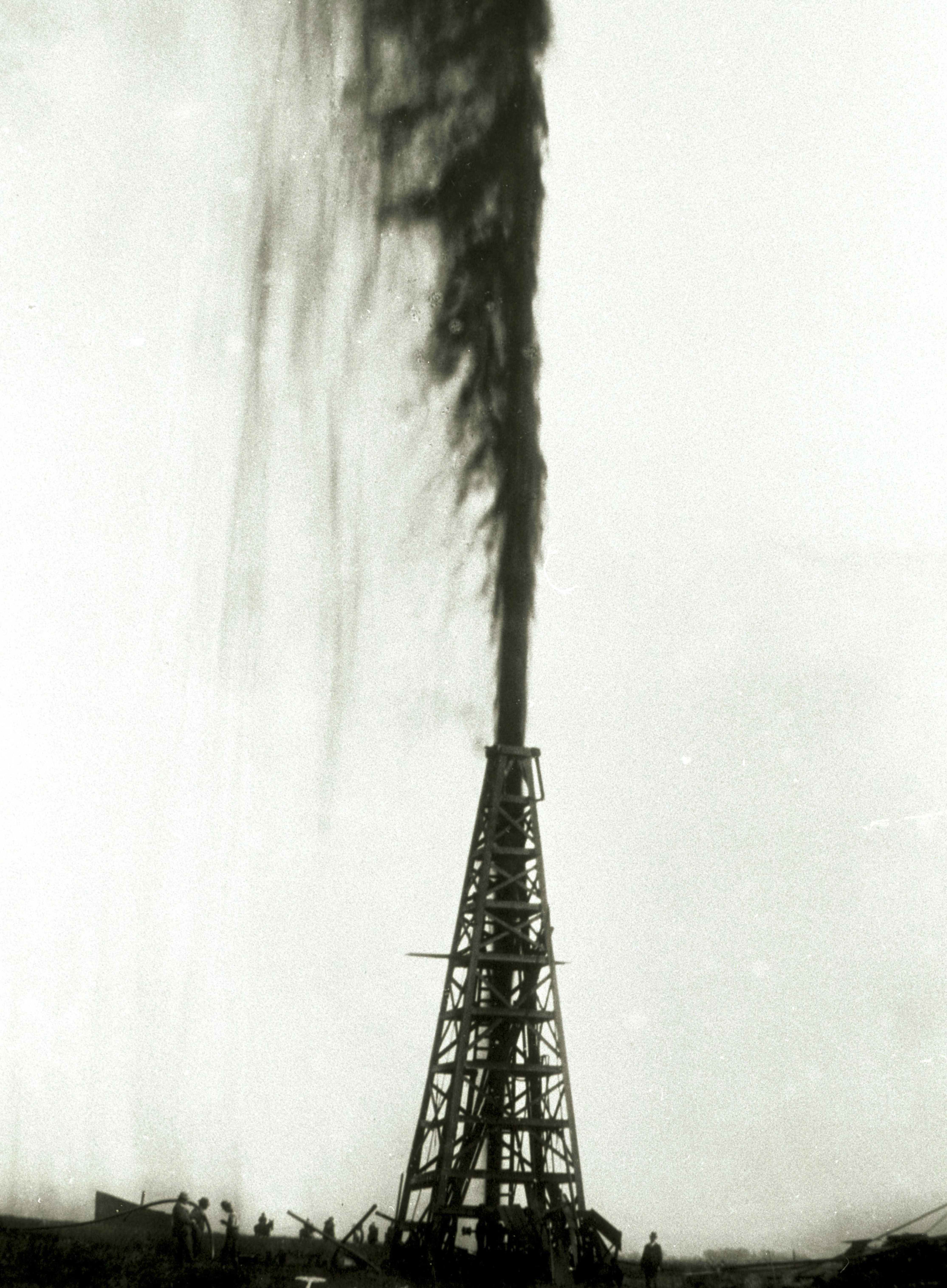
スピンドルトップのルカス1号油井

スピンドルトップ(Spindletop)はアメリカ合衆国テキサス州ボーモント市の南に位置する岩塩ドーム油田。1901年1月10日、スピンドルトップに「ルカス1号油井」が完成、現代の石油産業の誕生の日付けを記した。一日10万バレルの産油量で、夜通し噴出する噴出油井でアメリカ合衆国の石油生産は3倍になり、第二次産業革命の燃料は、木材と石炭から、石油とその副産物に代わることを確実にした。今日よく知られるエクソンモービルやテキサコといった企業がスピンドルトップを開発した。1966年11月13日、アメリカ合衆国の国定登録史跡に指定された。

## 歴史
長い間「スピンドルトップ・ヒル」の地下は疑われていた。このエリアは硫黄泉と、着火すると燃える泡立ったガスの漏出が見られた。元羊飼いと元セールスマンであったファミル兄弟により、掘削が始められた。
1892年8月、ジョージ・W・オブライアン、ジョージ・W・ キャロル、パティリョ・ヒギンズとその他数名は、スピンドルトップの試掘を行うグラディス・シティ石油ガス製造会社を創設した。当初、会社は多くの無駄な井戸を掘り、それでも資金を要求される投資家とトラブルに陥った。
パティリョ・ヒギンズは会社を去り、アメリカの岩塩ドームの専門家、アンソニー・F・ルカスと手を組んだ。ルカスは1899年にグラディス・シティ社と契約し、後にヒギンズと契約を交わした。ルカスは資金が尽きるまでに、575フィート (175 m)を掘削した。ピッツバーグの投資家、ジョン・H・ギャレイとジェームス・M・ガフェイから追加資金の保証を得ていたが、その分配の取り決めはルカスに少しで、ヒギンズにいたってはまったく無かった。
ルカスは掘り続け、1901年1月10日、深さ1,139フィート (347 m)の地点で、今日ルカス油井、またはルカス間欠泉として知られる原油が噴出した。噴出の高さは150フィート(46 m)にも達し、一日10万バレルの量が出た。油井を統制するまでに9日かかった。スピンドルトップは、最大の噴出油井となり、ボーモントはアメリカで最初の石油燃料による新興都市となった。ボーモントの1万人の人口は3か月で3倍になり、ほどなくして5万人に達し、石油の産出が推測される土地の値段は急激に高騰した。1902年の終わりまでに、600以上の会社が作られ、285の油井が運営された。
1902年の後は石油生産は急激に下降し、1904年には油井の産出量は一日1万バレルだけになった。1925年11月13日、ヨーント・リー石油会社が岩塩ドームの側面の周りの深さ5,400フィート (1,646 m)の地点で新しい石油を発見し、石油ブームは少し復興した。その後5年間で、6千万バレル以上の石油が産出され、その大部分はさらに深い地点から掘られた。スピンドルトップの原油生産は1933年頃まで続き、1950年代から1975年頃までは、硫黄の採掘へと代わった。